# Immacolata Concezione di Aranjuez
L'Immacolata Concezione di Aranjuez è un dipinto del pittore spagnolo Bartolomé Esteban Murillo realizzato circa nel 1675 e conservato nel Museo del Prado a Madrid in Spagna.